# Lista monumentelor din București
Aceasta este o listă a monumentelor din București. Dintre monumentele înscrise în lista de mai jos, Primăria Municipiului București le are în evidență și administrare pe cele menționate în următoarea notă:

### Cu articol propriu
- Arcul de Triumf din București
- Bustul doctorului Haralambie Botescu
- Bustul lui Matei Basarab din București
- Bustul lui Dimitrie Cantemir din București
- Bustul lui Gheorghe Șincai din București
- Bustul dr. Alexandru Obregia
- Bustul lui Ovidiu din București
- Bustul lui Nicolae Leonard din București
- Bustul lui Dimitrie Onciul
- Fântâna George Grigorie Cantacuzino
- Fântâna Lahovari
- Fântâna Zodiac
- Mausoleul din Parcul Carol
- Monumentul Kilometrul zero (București)
- Monumentul Avântul Țării din București
- Monumentul Crucea Secolului
- Monumentul lui C. A. Rosetti
- Monumentul lui G. C. Cantacuzino
- Monumentul lui Corneliu Coposu din București
- Monumentul lui Dinicu Golescu din București
- Monumentul Domniței Bălașa
- Monumentul Eroilor Patriei
- Monumentul Eroilor Aerului
- Monumentul Eroilor Sanitari
- Monumentul eroilor ceferiști din București
- Monumentul Eroilor Artileriști din București
- Monumentul eroilor din arma geniului - Leul
- Monumentul Eroilor Francezi din București
- Monumentul Eroilor Pompieri din București
- Monumentul Infanteristului din București
- Memorialul Holocaustului
- Monumentul lui Iuliu Maniu din București
- Monumentul Renașterii Naționale (București)
- Monumentul Topogeodezilor Militari din București
- Mormântul Ostașului Necunoscut din București
- Statuia lui Constantin Brâncoveanu din București
- Statuia spătarului Mihail Cantacuzino
- Statuia lui I. L. Caragiale din București
- Statuia lui Charles de Gaulle din București
- Statuia lui George Enescu din București, în fața Operei Naționale, sculptor Ion Jalea, 1971
- Statuia lui Spiru Haret din București
- Statuia lui Ion Heliade-Rădulescu din București
- Statuia lui Mihail Kogălniceanu din București
- Statuia lui Alexandru Lahovari din București
- Statuia Lupoaicei din București

### Încă fără articol propriu, reproduse în articole
- Statuia lui George Enescu din București (lângă Universitatea Națională de Muzică București, sculptor Boris Caragea, 1961)
- Bustul lui Gheorghe Panu din București (din Parcul Cișmigiu, intitulată "Semănătorul de idei")
- Statuia "Pescăruși" (de Gabriela Manole-Adoc, în Parcul Herăstrău)

### Încă fără articol
- Statuia lui Vasile Lascăr din București
- Barbu Catargiu
- Monumentul lui G. C. Cantacuzino
- Monumentul Eroilor Revoluției
- Monumentul Eroilor 1916-1918
- Monumentul Foișorul de Foc
- Monumentul Ing.G.Duca
- Monumentul Infanteriei
- Monumentul Luigi Cazavillan (în Monumentul și fântâna Luigi Cazzavillan)
- Monumentul Lui Napoleon III
- Monumentul "Revoluția Română"
- Monumentul Lui Taraș Sevcenko
- Monumentul Victor Eftimiu
- Monumentul 1907
- Statuia "Alergătorii"
- Statuia Lui Anton Pann
- Statuia "Căprioara"
- Statuia C.D.Gherea
- Statuia "Elena Pherekyde"
- Statuia Ecvestră a lui Mihai Viteazul
- Statuia Lui Gheorghe Lazăr
- Statuia "I.C.Brătianu"
- Statuia "Instrument Muzical"
- Statuia Lui M.Eminescu
- Statuia Lui Miguel Cervantes
- Statuia "Pasăre În Zbor"
- Statuia Lui Ștefan Luchian
- Statuia Lui Tudor Vladimirescu